# Marx peut attendre
Pour plus de détails, voir Fiche technique et Distribution.
Marx peut attendre (Marx può aspettare) est un film documentaire italien réalisé par Marco Bellocchio, sorti en 2021.

## Synopsis
Camillo est décédé en 1968. Près de cinquante ans plus tard, Marco Bellocchio rassemble toute sa famille pour un déjeuner. Avec sa famille il s'interroge sur Camillo, son jumeau disparu à l'âge de 29 ans. Les frères. Les petits-enfants. La sœur de la petite amie de l'époque. Un psychiatre. Un prêtre. En parlant avec chacun d'eux, en se remémorant ces années et ces faits, Marco reconstitue les morceaux du passé, donnant enfin corps à un fantôme qu'il a côtoyé toute sa vie. À travers sa famille, il fait revivre l'histoire de son frère, sans filtres ni pudeur, presque comme une enquête, qui reconstitue une époque et tisse le fil rouge de son cinéma.

## Fiche technique
Sauf indication contraire, les informations mentionnées dans cette section peuvent être confirmées par la base de données cinématographiques IMDb,  présente dans la section « Liens externes ».
- Titre original : Marx può aspettare[1]
- Titre français : Marx peut attendre[2]
- Réalisation et scénario : Marco Bellocchio
- Photographie : Michele Cherchi Palmieri, Paolo Ferrari
- Montage : Francesca Calvelli
- Musique : Ezio Bosso
- Décors :  Andrea Castorina (it)
- Costumes : Daria Calvelli
- Sociétés de production : Kavac Film, Rai Cinema, Tenderstories
- Pays de production :  Italie
- Langue originale : italien
- Format : Couleurs - 35 mm
- Genre : documentaire
- Durée : 96 minutes
- Dates de sortie :
  - France : 15 juillet 2021 (Festival de Cannes 2021[2]) et 1er novembre 2023 (sortie en salles)

## Production
En août 2020, Bellocchio a annoncé au Bif&st qu'il travaillait sur un documentaire « sur ma famille, sur une histoire tragique qui est arrivée à ma famille », révélant également que le titre est dû à « quelque chose que mon frère a dit à son époque ».

### Genèse et développement
Le point de départ du film a été une réunion de famille durant laquelle le metteur en scène a tout à coup ressenti le manque d’un personnage essentiel de cette mosaïque, Camillo, son jumeau décédé. C’était, dit-il, le moment de transmettre cette histoire aux nouvelles générations de la famille, de témoigner, de raconter, d’interpréter cette tragédie personnelle qui a heurté toute sa vie. Bellocchio a décidé d’interroger certains de ses proches et de partager avec eux des souvenirs de cette tragédie. Mélangeant ces conversations à des extraits de ses films, le cinéaste enquête sur cette figure fraternelle qui n’a cessé de hanter sa filmographie. Apparaissant lui-même à l’écran, il a considéré qu’il était important d’être au premier plan, et pas derrière la caméra, pour évoquer cette tragédie dans toute sa profondeur. Pour Marco Bellocchio cette introspection cinématographique lui a permis de comprendre pourquoi il n’a jamais su répondre à la question centrale du film : ne pas avoir pris conscience plus tôt de la grande douleur de son jumeau.

## Distinction

### Sélection
- Festival de Cannes 2021 : sélection en section Cannes Premières[2]